# كليتي (باد كاليه)
كليتي، باد كاليه (بالفرنسية: Cléty)‏ هي بلدية تقع في إقليم باد كاليه من منطقة نور با دو كاليه في شمال فرنسا. تبلغ مساحة هذه المدينة 6.13 (كم²)، وترتفع عن سطح البحر 119 م، يبلغ عدد سكانها 511 نسمة حسب إحصاء المعهد الوطني للإحصاء والدراسات الاقتصادية سنة 2009 م. وترأس Hélène Carvalho البلدية خلال فترة (2008-2014).